# Zhou Zuoren
Zhou Zuoren (Cinese: 周作人; pinyin: Zhōu Zuòrén; Wade-Giles: Chou Tso-jen) (Shaoxing, 16 gennaio 1885 – Pechino, 6 maggio 1967) è stato uno scrittore cinese, noto soprattutto come saggista e traduttore.

## Biografia
Fratello minore di Lu Hsun (Zhou Shuren), venne istruito alla Jiangnan Naval Academy. Esattamente come il fratello, dopo una formazione incentrata sui classici cinesi, si trasferì in Giappone per perfezionare i suoi studi nel 1906. Durante la sua permanenza nel paese del Sol Levante, ebbe l'occasione di conoscere i classici della antica Grecia, oltre ad intraprendere l'attività di insegnante presso l'Università Rikkyo. Inoltre seguì un corso di studi di ingegneria civile.
Nel 1911 rientrò in Cina, dove insegnò in varie università ed aderì alla Società di Studi Letterari fondata a Pechino nel 1921, di tendenza realista, prima di fondarne una sua, tre anni dopo, la Società Yü Ssu, alla cui rivista collaborarono Lin Yu-tang e Lu-Hsün. Dopo la guerra cino-giapponese assunse il ruolo di ministro dell'Educazione del governo filo-giapponese, e per questo motivo, alla fine delle ostilità, venne arrestato e condannato a quattordici anni di carcere per collaborazionismo. Riuscì ad uscire dalla prigione già nel 1949, grazie ad un suo pentimento.
Zhou Zuoren fu un fautore di una trasformazione della letteratura, e nel 1918 prese posizione a favore di una letteratura umanista, nella quale ogni regola e norma contraria agli istinti umani e alla natura doveva essere rifiutata. Inoltre fissò il suo ideale letterario in un modello democratico e individualistico e pose una distinzione fra testo democratico e popolare, sostenendo che il popolo, differentemente dalla élite, non sempre era in grado di comprendere la forma ed i contenuti mascherati delle opere letterarie. Inoltre sostenne la necessità di riformare la lingua e l'uso del volgare, lodando il realismo degli scrittori occidentali. Effettuò studi interdisciplinari, evidenziando un grande interesse soprattutto per il folclore, l'antropologia e la storia. Uno dei suoi autori preferiti fu Havelock Ellis e durante la sua carriera si dimostrò un prolifico traduttore di Euripide, Saffo, Luciano, e delle novelle di Alì Babà.